# Polyxenus senex
Polyxenus senex är en mångfotingart som beskrevs av Cândido Firmino de Mello-Leitão 1925. 
Polyxenus senex ingår i släktet Polyxenus och familjen penseldubbelfotingar. Inga underarter finns listade i Catalogue of Life.